# Urszula Dudziak
Urszula Dudziak (Bielsko-Biała, 22 oktober 1943) is een Poolse jazzzangeres.

## Biografie
Dudziak leerde eerst het pianospel in Polen tijdens de jaren 1950. Radioprogramma's met de zang van Ella Fitzgerald motiveerden haar om ook te zingen. Zo kwam ze bij de jazz. In 1965 ontmoette ze de jazzviolist en saxofonist Michał Urbaniak en zong ze in zijn jazzformatie. Later trouwden ze en gingen ze samen naar Zweden, waar ze tussen 1965 en 1969 woonden. In 1974 verhuisden ze naar de Verenigde Staten. Hun gezamenlijke dochter Mika Urbaniak is tegenwoordig ook jazzzangeres. Na de politieke omwenteling in 1989 woonde Dudziak ook weer in Europa.
In de Verenigde Staten verfijnde de zangeres, die beschikt over een stemgeluid van 4,5 octaaf, haar woordeloze jazzzang. In 1976 had ze met haar geëlektronificeerde scatzang met het disconummer Papaya een hit. In 1979 werd ze door de Los Angeles Times gekozen tot jazzzangeres van het jaar. In de band Vocal Summit werkte ze samen met de zangers Bobby McFerrin resp. Bob Stoloff en de zangeressen Jeanne Lee, Jay Clayton en Lauren Newton. Een verder hoogtepunt in haar carrière is de samenwerking met Gil Evans tijdens de jaren. Tijdens het Umbrien-jazzfestival in 1987 ontstonden twee livealbums met het Gil Evans Orchestra met hun onmiskenbare improvisaties. Op het ene dag eerder in Perugia opgenomen album Last Session zingt ze in de achtergrond met Sting diens songs in de arrangementen van Gil Evans.
Bovendien was Dudziak zeven jaar zangeres van de fusionband Walk Away van Krzysztof Zawadzki. In deze samenwerking ontstonden vier albums tussen 1987 en 1994. Ze nam ook op met het Vienna Art Orchestra. Ze heeft samengewerkt met vele grootheden van de internationale jazz, waaronder Tomasz Stańko, Archie Shepp, Attila Zoller, Flora Purim, Larry Coryell en Lester Bowie. Als componiste heeft ze o.a. gewerkt voor de New Yorkse Dance Company. 
Tegenwoordig werkt ze o.a. in het duo The Electronic Choir met zangeres Jay Clayton.

## Discografie
- 1972: Newborn Light
- 1973: Super Constellation
- 1974: Atma
- 1976: Urszula
- 1977: Midnight Rain
- 1977: Urbaniak
- 1979: Future Talk
- 1982: Ulla
- 1983: Sorrow Is Not Forever… But Love Is
- 1989: Magic Lady
- 1993: Jazz Unlimited
- 1994: Journey, Saturation
- 1998: To I Hola (met Grazyna Auguscik)
- 2002: And Life Goes On
- 2003: Malowany Ptak / Painted Bird
- 2009: Super Band Live at Jazz
- 2013: Wszystko gra

### DVD
- Urszula Dudziak/Walkaway Live at Warsaw Jazz Festival 1991 (auf einem Stück ist auch ihr Exmann M. Urbaniak dabei)

- Bibsys: 4001488
- Bibliothèque nationale de France: cb13958107s (data)
- Gemeinsame Normdatei: 13463327X
- International Standard Name Identifier: 0000 0000 5552 9340
- Library of Congress Control Number: n93039576
- MusicBrainz: a08bc092-6254-456a-a86f-110664978f28
- Nationale Bibliotheek van Israël: 987008816734405171
- Nederlandse Thesaurus van Auteursnamen: 073653896
- Virtual International Authority File: 53359548
- WorldCat: E39PBJtX7VKJT3qxFFpVv3V6Kd